# Kawasaki EN 500
Kawasaki EN 500 je motocykl kategorie chopper, vyvinutý firmou Kawasaki. Byl vyráběn od roku 1990 do roku 2009. Kapalinou chlazený řadový dvouválec původem z chopperu LTD byl použit i u cestovního endura Kawasaki KLE 500, naháče Kawasaki ER-5 a kapotované Kawasaki GPZ 500.

## Technické parametry
- Rám: dvojitý kolébkový ocelový
- Suchá hmotnost vozidla: 187 kg
- Pohotovostní hmotnost vozidla: 200 kg
- Maximální rychlost: 170 km/h
- Spotřeba paliva: 4 l/100 km